# Home Farm FC
El Home Farm Football Club és un club de futbol irlandès de la ciutat de Dublín.

## Història
El club va ser fundat el 1928 a l'àrea del nord de Dublín de Drumcondra/Whitehall. El club s'uní a la lliga irlandesa l'any 1972 després de fusionar-se amb el Drumcondra, essent breument anomenat Home Farm Drumcondra. L'any 1995 fou anomenat Home Farm Everton, per una aliança amb l'Everton F.C. i el 1999 Home Farm Fingal. L'any 2001 el club es dividí en Dublin City, que romangué a la primera divisió irlandesa, i l'original Home Farm que mantingué l'estatus júnior.

## Palmarès
- Copa irlandesa de futbol: 1
  - 1975
- League of Ireland First Division Shield: 1
  - 1998
- FAI Intermediate Cup: 3
  - 1963, 1967, 1968
- Leinster Senior Cup: 1
  - 1964

## Jugadors destacats
| - Nicky Byrne - Liam Brady - Johnny Carey - Kenny Cunningham - Bill Cullen - Ken DeMange - Richard Dunne - Paddy Farrell - Gareth Farrelly - Theo Foley - Johnny Fullam - Owen Garvan - Shay Gibbons - Johnny Giles | - Ian Harte - Joe Haverty - Dave Henderson - Graham Kavanagh - Dermot Keely - Gary Kelly - Mark Kennedy - Stephen Kenny - Noel King - Mark Kinsella - Mick Martin - Alan Maybury - Chris McCann - Stephen McPhail | - Brendan Menton Sr. - Brian Mooney - Paddy Mulligan - Martin Murray - Kevin O'Flanagan - Mick O'Brien - Diarmuid O'Carroll - Darren O'Dea - Frank O'Neill - Michael Synnott - Liam Whelan - Ronnie Whelan - Ronnie Whelan Snr. - Steve Archibald |

## Entrenadors destacats
- Dave Bacuzzi
- Dermot Keely
- Liam Tuohy